# E.M. Carroll
E.M. Carroll (Londres, Ontario, junio de 1983), anteriormente conocida como Emily Carroll, es una artista canadiense dedicada a la creación y escritura de novelas gráficas. Carroll comenzó a hacer webcómics cortos en 2010, y ganó reconocimiento en Internet con el webcómic de terror His Face All Red. Desde entonces, Carroll ha creado historias para varias antologías de cómics y ha ganado varios premios, entre ellos el Eisner y el Ignatz.

## Trayectoria

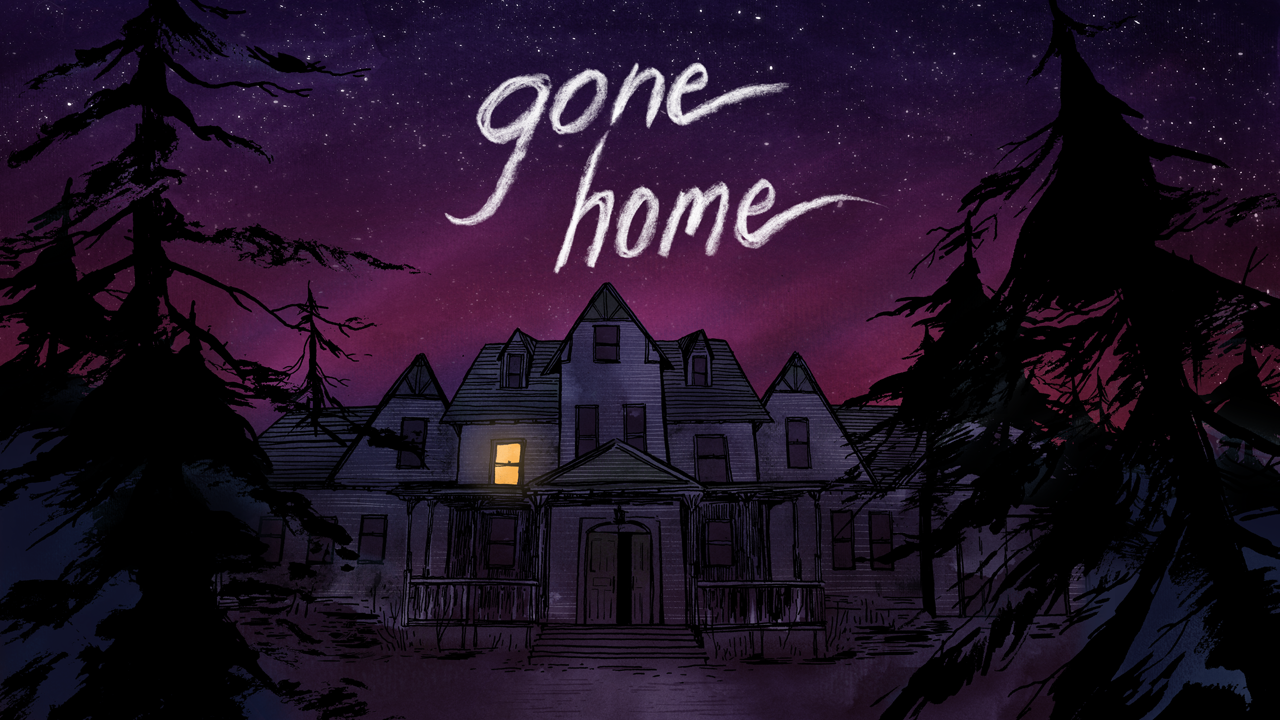
Emily Carroll creó ilustraciones para el videojuego de 2013 Casa Ida.

Carroll dibujó su primer webcomic en mayo de 2010, titulado His Face All Red, descrito como "historias de asesinatos genuinamente escalofriantes, sombrías  y monstruosas". El webcómic hace uso frecuente de infinitos lienzos, pero a pesar de ello, fue lanzado en versión impresa en diciembre de 2011. Después de su primer webcomic, Carroll ha contribuido a varias antologías impresas, incluyendo "Explorer: Mystery Boxes", "Fairy Tale Comics", "Creepy" y "The Witching Hour". En 2014, se publicó una antología de sus cómics en forma de libro titulado Cruzando el bosque.
En 2014, Carroll subió a Internet la tira de cómic de terror The Hole the Fox Did Make. Carroll eligió un formato limitado para ver cómo podía crear malestar en un espacio limitado. Además, creó este webcomic durante las pausas entre otros trabajos, y el formato facilitó el dibujo en "pequeños trozos". The Hole the Fox Did Make fue elogiado por la revista Paste como uno de los mejores webcomics de 2014.
Carroll entró en el mundo del desarrollo de videojuegos independientes en 2013, creando ilustraciones para Gone Home de la compañía Fullbright, así como colaborando con el desarrollador de juegos Damian Sommer para crear The Yawhg.
En 2015, Carroll ilustró la novela gráfica de Marika McCoola Baba Yaga's Assistant, editado por Candlewick Press, y la adaptación gráfica de Cuéntalo, novela original de Laurie Halse Anderson. Su última novela gráfica, A guest in the house, fue publicada en 2023, y ganó el Premio Literario Lambda a Mejor Cómic LGBT+.

## Premios
- Dos premios Joe Shuster en la categoría "Creado de webcómic destacado", en 2011 y 2012 respectivamente.[11][12]
- Premio Pigskin Peters en 2014.[13]
- Dos premios Eisner en 2015: uno en la categoría "Mejor Álbum Gráfico-Reimpresión" por Cruzando el bosque, y otro en la categoría "Mejor Relato Corto" por When the Darkness Presses.
- Premio Ignatz en la categoría "Artista destacado" en 2015 por Cruzando el bosque.[14]
- Premio de Fantasía Británico a la "Mejor novela cómica/gráfica" en 2015 por Cruzando el bosque.[15]

## Obra
| Año  | Título original              | Título en español           | Notas              |
| ---- | ---------------------------- | --------------------------- | ------------------ |
| 2023 | A guest in the house         | Una invitada en casa        |                    |
| 2018 | Speak: The graphic novel     | Cuéntalo: La novela gráfica | ISBN 9780374300289 |
| 2019 | When I arrived at the castle |                             |                    |
| 2018 | Beneath the dead oak tree    |                             |                    |
| 2015 | Baba Yaga's Assistant        |                             | ISBN 9780763669614 |
| 2014 | And by the bed               |                             |                    |
| 2014 | Through the woods            | Cruzando el bosque          | ISBN 9781442465961 |

| Año  | Título original           | Notas                                                                                       |
| ---- | ------------------------- | ------------------------------------------------------------------------------------------- |
| 2023 | Writhe                    | Basado en el videojuego Bloodbone                                                           |
| 2023 | A pretty place            |                                                                                             |
| 2018 | The Worthington           |                                                                                             |
| 2017 | Fallout 4                 | Basado en el videojuego Fallout 4                                                           |
| 2016 | Some other animal's meat  |                                                                                             |
| 2015 | The groom                 |                                                                                             |
| 2015 | Wild Creatures            | Interpretación del álbum Wild Creatures de Neko Case                                        |
| 2014 | All along the wall        |                                                                                             |
| 2014 | The hole the fox did make |                                                                                             |
| 2013 | Out of skin               |                                                                                             |
| 2013 | Grave of the lizard queen | Parte de la antología Wolfen Jump, creada por Rory Morris, Sloane Leong y Jen Lee en Tumblr |
| 2013 | The three snake leaves    |                                                                                             |
| 2011 | Margot's Room             |                                                                                             |
| 2011 | The prince & the sea      |                                                                                             |
| 2011 | A question I was asked    |                                                                                             |
| 2010 | His face all red          |                                                                                             |
| 2010 | The hare's bride          |                                                                                             |